# NGC 150
NGC 150 é uma galáxia espiral barrada (SBb) localizada na direcção da constelação de Sculptor. Possui uma declinação de -27° 48' 18" e uma ascensão recta de 0 horas, 34 minutos e 15,7 segundos.
A galáxia NGC 150 foi descoberta em 20 de Novembro de 1886 por Lewis A. Swift.